# Saint-Nicolas-des-Bois, Orne
Saint-Nicolas-des-Bois là một xã thuộc tỉnh Orne trong vùng Normandie tây bắc nước Pháp. Xã này nằm ở khu vực có độ cao trung bình 233 mét trên mực nước biển.